# John Lind
John Lind (Småland, 25 marzo 1854 – Minneapolis, 18 settembre 1930) è stato un politico statunitense.

## Inizi
Lind nacque nella contea di Kronoberg, precisamente nella provincia svedese di Småland ed emigrò negli Stati Uniti con i suoi genitori quando aveva tredici anni. Partecipò nella guerra ispano-americana nel 1898 e si laureò alla University of Minnesota Law School.

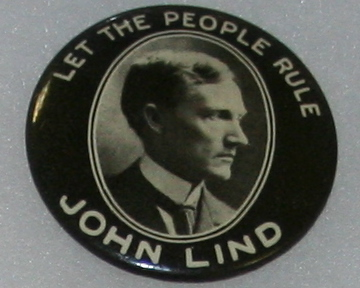
Bottone della campagna elettorale di John Lind

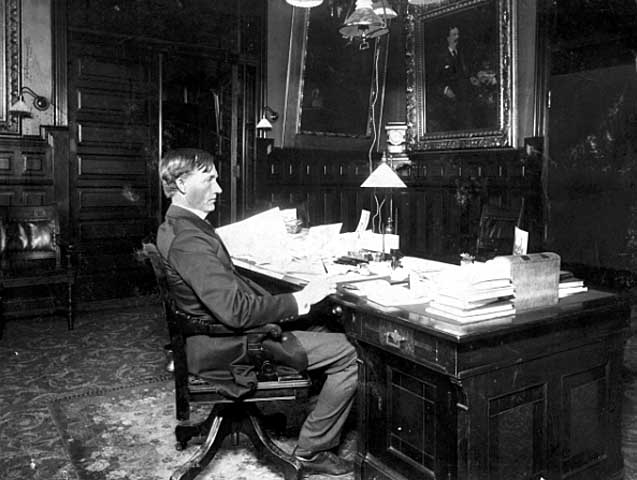
Lind, in cattedra, al Minnesota State Capitol

## Carriera
Lind fu eletto tra le file del Partito Repubblicano alla Camera dei Rappresentanti degli Stati Uniti dal 4 marzo 1887 al 3 marzo 1893 al 50º, 51º e 52º congresso. Durante la sua permanenza alla Camera decise di lasciare il partito repubblicano. Lind si candidò a governatore del Minnesota, come democratico e fu governatore dal 2 gennaio 1899 al 7 gennaio 1901.
Lind fu nuovamente eletto alla Camera dei Rappresentanti dal 4 marzo 1903 al 3 marzo 1905, come democratico. Fu il primo governatore del Minnesota non repubblicano dopo quarant'anni.
Dopo l'assassinio del presidente messicano Francisco Madero e del vicepresidente José María Pino Suárez il 22 febbraio 1913, divenne chiaro che l'ambasciatore Usa Henry Lane Wilson fu complice di questo complotto. Non appena il nuovo presidente degli Stati Uniti Woodrow Wilson e il segretario di Stato William Jennings Bryan assunsero la carica il 15 marzo 1913, inviarono John Lind in Messico come inviato personale di Wilson per gli affari messicani. Lind morì nel 1930 a Minneapolis.